# Miasto szczęśliwych ludzi
Miasto szczęśliwych ludzi – album kompilacyjny zawierający instrumentalne nagrania radiowe zespołu rockowego Eden. Wydany nakładem wydawnictwa Gad Records.
Eden, szerzej kojarzony jest za sprawą kilku kompozycji z pogranicza muzyki country i folk, jakie od 1975 roku grupa lansowała, a także za sprawą udziału w XIII Krajowym Festiwalu Piosenki Polskiej w Opolu (1975), gdzie wykonała piosenkę pt. Oko za oko. 
Mało znanym faktem jednak pozostaje to, że karierę rozpoczynała pod nazwą Motyw Blues, dwukrotnie wygrywając Mokotowską Jesień Muzyczną i w latach 1974–1975 dokonując pierwszych nagrań radiowych (Scherzo, Małe inwencje i Rock and roll). 
W skład zespołu wchodzili wówczas: gitarzysta, wokalista i kompozytor Tadeusz Bajewski, flecista Krzysztof Leniak, którego gra stanowiła wyróżnik brzmienia zespołu. Na basie grał Maciej Kubicki, a na perkusji Wojciech Borkowski. 
W 1976 roku – już jako grupa Eden – muzycy nagrali dla Polskiej Kroniki Filmowej swój autorski materiał. Sesje nagraniowe miały miejsce prawdopodobnie latem i jesienią, zaś formacja, w tym czasie już z nowym perkusistą, Wacławem Laskowskim, sięgnęła do repertuaru z czasów Motyw Bluesa. 
Są to wciągające, rockowe kompozycje oparte na brzmieniu gitary i czerpiące ze światowych progresywnych i psychodelicznych wzorców, lecz zachowujące swą unikalność oraz indywidualny charakter.

## Lista utworów[1]
1. „Eksperyment nr 1” – 3:45
2. „Scherzo” – 3:30
3. „Słoneczna polana” – 4:30
4. „Dżungla” – 5:18
5. „Sen” – 3:41
6. „Małe inwencje” – 6:24
7. „Wielka zabawa” – 3:33
8. „Opowieści wiatru” – 3:44
9. „Daleka podróż” – 2:15
10. „Kłopoty z zegarami” – 6:16
11. „Rock and roll ” (bonus) – 3:00

- Muzyka: Tadeusz Bajewski

## Składy zespołu[2]
- Tadeusz Bajewski – gitara, wibrafon
- Krzysztof Leniak – flet
- Maciej Kubicki – gitara basowa
- Wacław Laskowski, Wojciech Borkowski – perkusja
- Danuta Ławrynowicz – wokal wspierający (11)

## Opracowanie[2]
- Michał Wilczyński – produkcja antologii
- Łukasz Hernik – współproducent, projekt graficzny
- Anna Piontek – redakcja
- Maciej Dobrzyński (1, 3-5, 7-10), Janusz Sidorenko (2, 6), Fryderyk Babiński (11) – realizacja dźwięku
- Grażyna Rutkowska/NAC, archiwum zespołu
- Przemysław Pomarański – obróbka zdjęć